# Polygon (značka jízdních kol)
Polygon je indonéská značka jízdních kol.
Firma byla založena v roce 1989. Její výrobní závod o rozloze 30 000 m² se nachází v přímořském městě Surabaya. Asi 60 % produkce vyváží pod svojí značkou nebo jako zakázkovou OEM výrobu pro jiné značky (SCOTT, KONA, Genesiss, v ČR Intersport).
Hlavními exportními trhy jsou podle časopisu SAZ bike[zdroj⁠?!] Německo, Portugalsko, Malajsie, Singapur. Na trhu jihovýchodní Asie má Polygon tržní podíl asi 50 %.[zdroj⁠?!] Roční výroba a prodej činí asi 450 tisíc kol.[zdroj⁠?!] Polygon se angažuje i ve sportu, tým Polygon sweet ride se pravidelně zúčastňuje závodů Mezinárodní cyklistické federace.
Polygon podporuje vzdělání systémem stipendií, sponzoruje školy a učiliště. Každoročně pořádá designérskou soutěž pro mladé designéry s hlavní cenou 5000 USD. V sociální oblasti se Polygon účastní na projektech OSN jako je například United Nations Global Compact a podporuje komunity propagující zdravý životní styl, jako je BIKE TO WORK.